# إرفاين
إيرفاين (/ˈɜːrvaɪn/) هي مدينة مخططة تقع في وسط مقاطعة أورانج بولاية كاليفورنيا، ضمن منطقة لوس أنجلوس الحضرية في الولايات المتحدة. سُمّيت بهذا الاسم عام 1888 نسبةً إلى مالك الأراضي جيمس إيرفاين. بدأت شركة إيرفاين بتطوير المنطقة في ستينيات القرن العشرين، وتم الإعلان رسميًا عن تأسيس المدينة في 28 كانون الأول/ديسمبر 1971.
تبلغ مساحة المدينة نحو 66 ميلًا مربعًا (170 كم²)، وبلغ عدد سكانها 318,629 نسمة حتى يونيو 2025. وتُعد ثالث أكبر مدينة في مقاطعة أورانج من حيث عدد السكان، والخامسة على مستوى منطقة لوس أنجلوس الكبرى، والمرتبة 62 على مستوى الولايات المتحدة.
تستضيف إيرفاين عددًا من مقرات الشركات الوطنية والدولية، خاصة في قطاعات التكنولوجيا وأشباه الموصلات. كما تضم المدينة عدة مؤسسات للتعليم العالي، أبرزها جامعة كاليفورنيا في إيرفاين، وجامعة كونكورديا، وكلية إيرفاين فالي، بالإضافة إلى فروع لجامعتي لا فيرن وبيبردين.

## المناخ
يظهر الجدول التالي التغييرات المناخية على مدار السنة لإرفاين:
| البيانات المناخية لـإرفاين        | البيانات المناخية لـإرفاين | البيانات المناخية لـإرفاين | البيانات المناخية لـإرفاين | البيانات المناخية لـإرفاين | البيانات المناخية لـإرفاين | البيانات المناخية لـإرفاين | البيانات المناخية لـإرفاين | البيانات المناخية لـإرفاين | البيانات المناخية لـإرفاين | البيانات المناخية لـإرفاين | البيانات المناخية لـإرفاين | البيانات المناخية لـإرفاين | البيانات المناخية لـإرفاين |
| الشهر                             | يناير                      | فبراير                     | مارس                       | أبريل                      | مايو                       | يونيو                      | يوليو                      | أغسطس                      | سبتمبر                     | أكتوبر                     | نوفمبر                     | ديسمبر                     | المعدل السنوي              |
| --------------------------------- | -------------------------- | -------------------------- | -------------------------- | -------------------------- | -------------------------- | -------------------------- | -------------------------- | -------------------------- | -------------------------- | -------------------------- | -------------------------- | -------------------------- | -------------------------- |
| الدرجة القصوى °ف (°م)             | 94 (34)                    | 92 (33)                    | 98 (37)                    | 106 (41)                   | 105 (41)                   | 109 (43)                   | 109 (43)                   | 110 (43)                   | 111 (44)                   | 108 (42)                   | 105 (41)                   | 97 (36)                    | 111 (44)                   |
| متوسط درجة الحرارة الكبرى °ف (°م) | 67.7 (19.8)                | 68.4 (20.2)                | 69.3 (20.7)                | 73.2 (22.9)                | 75.4 (24.1)                | 78.7 (25.9)                | 84.4 (29.1)                | 84.8 (29.3)                | 84.1 (28.9)                | 79.3 (26.3)                | 73.2 (22.9)                | 67.8 (19.9)                | 75.5 (24.2)                |
| متوسط درجة الحرارة الصغرى °ف (°م) | 41.1 (5.1)                 | 43.2 (6.2)                 | 45.4 (7.4)                 | 48.3 (9.1)                 | 53.1 (11.7)                | 56.7 (13.7)                | 60.3 (15.7)                | 60.7 (15.9)                | 58.4 (14.7)                | 53.4 (11.9)                | 45.2 (7.3)                 | 40.4 (4.7)                 | 50.5 (10.3)                |
| أدنى درجة حرارة °ف (°م)           | 18 (−8)                    | 25 (−4)                    | 26 (−3)                    | 31 (−1)                    | 34 (1)                     | 40 (4)                     | 44 (7)                     | 43 (6)                     | 39 (4)                     | 29 (−2)                    | 25 (−4)                    | 24 (−4)                    | 18 (−8)                    |
| الهطول إنش (مم)                   | 2.92 (74)                  | 3.31 (84)                  | 2.14 (54)                  | 0.94 (24)                  | 0.28 (7.1)                 | 0.12 (3.0)                 | 0.05 (1.3)                 | 0.05 (1.3)                 | 0.20 (5.1)                 | 0.74 (19)                  | 1.17 (30)                  | 2.40 (61)                  | 14.32 (363.8)              |
| المصدر: NOAA                      |                            |                            |                            |                            |                            |                            |                            |                            |                            |                            |                            |                            |                            |

## توأمة
- تسوكوبا، اليابان
- تاويون، تايوان

## أعلام
- ويليام بورتر
- جين كارمين
- ريبيكا بلاك
- فرانسيس دريك
- كونراد مكراي
- أوستن دايي
- آرون بيرسول
- نيكول باركر
- ويل فيرل
- ريمون بيلي